# Саша Кале
Саша Кале (енгл. Sasha Calle; Бостон, 7. август) америчка је глумица. Позната је по својој улози као Лола Росалес у сапуници Млади и немирни, за коју је добила номинацију за Дневну награду Еми. Тумачи суперхероину Супергерл у медијској франшизи DC-јев проширени универзум, почев од филма Флеш из 2023. године, који је такође био њен деби у дугометражном филму.

## Филмографија

### Филм
| Година | Српски назив | Изворни назив | Улога                      | Напомене | Реф. |
| ------ | ------------ | ------------- | -------------------------- | -------- | ---- |
| 2023.  | Флеш         |               | Кара Зор-Ел / Супердевојка |          |      |

### Телевизија
| Година     | Српски назив    | Изворниназив | Улога        | Напомене     | Реф. |
| ---------- | --------------- | ------------ | ------------ | ------------ | ---- |
| 2017.      | Н/Д             |              | Вирџинија    | мини-серија  |      |
| 2018–2021. | Млади и немирни |              | Лола Росалес | главна улога |      |